# 眠りに生きる子供たち
『眠りに生きる子供たち』（Life Overtakes Me）は、ジョン・ハプタスとクリスティン・サミュエルソン監督による2019年のスウェーデン・アメリカ合衆国の短編ドキュメンタリー映画である。先行き見えない現状のためにあきらめ症候群に陥るスウェーデンの難民の子供たちを題材としている。
2019年6月14日にNetflixで配信された。
第92回アカデミー賞短編ドキュメンタリー映画賞にノミネートされた。